# Primer Gobierno de Kosyguin
El Primer Gobierno de Kosyguin fue el gabinete de la Unión Soviética establecido en 1964 con Alekséi Kosyguin como jefe de Gobierno, desempeñándose como presidente del Consejo de Ministros. Se estableció el 14 de octubre de 1964, tras la destitución de Nikita Jrushchov. Finalizó el 3 de agosto de 1966, cuando el Sóviet Supremo aprobó una nueva composición del Consejo de Ministros. Durante el primer gobierno de Kosyguin, se reinstauraron muchos de los ministerios que habían sido eliminados bajo la administración de Jrushchov.

## Composición
| Ministro                                                        | Titular                         | Partido |
| --------------------------------------------------------------- | ------------------------------- | ------- |
| Presidente                                                      | Alekséi Kosyguin                | PCUS    |
| Primer Vicepresidente                                           | Dmitri Ustínov (1964-1965)      | PCUS    |
| Primer Vicepresidente                                           | Kirill Mazurov (1965-1966)      | PCUS    |
| Primer Vicepresidente                                           | Dmitri Polianski (1965-1966)    | PCUS    |
| Vicepresidentes                                                 | Konstantín Rúdnev (1964-1965)   | PCUS    |
| Vicepresidentes                                                 | Aleksándr Shelepin (1964-1965)  | PCUS    |
| Vicepresidentes                                                 | Ignati Nóvikov (1964-1966)      | PCUS    |
| Vicepresidentes                                                 | Veniamín Dymshits (1964-1966)   | PCUS    |
| Vicepresidentes                                                 | Mijaíl Lesechko (1964-1966)     | PCUS    |
| Vicepresidentes                                                 | Leonid Smirnov (1064-1966)      | PCUS    |
| Vicepresidentes                                                 | Vladímir Nóvikov (1964-1965)    | PCUS    |
| Vicepresidentes                                                 | Mijaíl Yefrémov (1965-1966)     | PCUS    |
| Vicepresidentes                                                 | Nikolái Baibakov (1964-1966)    | PCUS    |
| Vicepresidentes                                                 | Vladímir Kirillin (1965-1966)   | PCUS    |
| Vicepresidentes                                                 | Nikolái Tíjonov (1965-1966)     | PCUS    |
| Comercio Exterior                                               | Nikolái Patolichev              | PCUS    |
| Ferrocarriles                                                   | Boris Beshchev                  | PCUS    |
| Marina Mercante                                                 | Víktor Bakayev                  | PCUS    |
| Mecánica Mediana                                                | Yefim Slavski                   | PCUS    |
| Construcción de Transporte                                      | Yevgueni Kozhevnikov            | PCUS    |
| Industria de Aviación                                           | Piótr Dementiev                 | PCUS    |
| Construcción Naval                                              | Boris Butoma                    | PCUS    |
| Industria de Radio                                              | Valeri Kalmikov                 | PCUS    |
| Asuntos Exteriores                                              | Andréi Gromiko                  | PCUS    |
| Cultura                                                         | Yekaterina Furtseva             | PCUS    |
| Educación Superior                                              | Viacheslav Eliutin              | PCUS    |
| Finanzas                                                        | Vasili Garbuzov                 | PCUS    |
| Comercio                                                        | Aleksándr Struyev               | PCUS    |
| Defensa                                                         | Rodión Malinovski               | PCUS    |
| Comunicaciones                                                  | Nikolái Psurtsev                | PCUS    |
| Salud                                                           | Serguéi Kurashov (1965)         | PCUS    |
| Salud                                                           | Boris Petrovski (1965-1966)     | PCUS    |
| Agricultura                                                     | Iván Volovtshenko (1964-1965)   | PCUS    |
| Agricultura                                                     | Vladímir Matskévich (1965-1966) | PCUS    |
| Geología                                                        | Aleksándr Sidorenko             | PCUS    |
| Energía y Electrificación                                       | Piótr Neporozhni                | PCUS    |
| Aviación Civil                                                  | Yevgueni Lóguinov               | PCUS    |
| Metalurgia Ferrosa                                              | Iván Kazanets                   | PCUS    |
| Industria de Carbón                                             | Boris Bratchenko                | PCUS    |
| Industria Química                                               | Leonid Kostandov                | PCUS    |
| Industria del Petróleo                                          | Valentin Shashin                | PCUS    |
| Industria de Petróleo y Petroquímica                            | Víktor Fiódorov                 | PCUS    |
| Industria Forestal y Procesamiento de Madera                    | Nikolái Timoféyev               | PCUS    |
| Industria de Materiales de Construcción                         | Iván Grishmanov                 | PCUS    |
| Industria Ligera                                                | Nikolái Tarásov                 | PCUS    |
| Industria Alimentaria                                           | Vasili Zotov                    | PCUS    |
| Industria Pesquera                                              | Aleksándr Ishkov                | PCUS    |
| Industria Cárnica y Láctea                                      | Serguéi Antónov                 | PCUS    |
| Maquinaria Pesada de Construcción                               | Vladímir Zhigalin               | PCUS    |
| Herramientas-Máquinas de Construcción                           | Anatoli Kostousov               | PCUS    |
| Construcción de Máquinas Viales                                 | Yefim Novosiolov                | PCUS    |
| Maquinaria Agrícola y Automovilística                           | Iván Sinitsyn                   | PCUS    |
| Industria Automotriz                                            | Aleksándr Tarásov               | PCUS    |
| Construcción de Maquinaria Petroquímica                         | Konstantín Brejov               | PCUS    |
| Industria de Equipos Eléctricos                                 | Alekséi Antónov                 | PCUS    |
| Sistemas de Instrumentación, Automatización y Control           | Konstantín Rúdnev               | PCUS    |
| Construcción de Maquinaria para Industrias Ligera y Alimenticia | Vasili Doyenin                  | PCUS    |
| Instalación y Obras Especiales de Construcción                  | Fuad Yakubovski                 | PCUS    |
| Recuperación de Tierras y Conservación del Agua                 | Yevgueni Alekseyevski           | PCUS    |
| Industria de Gas                                                | Alekséi Kortunov                | PCUS    |
| Ingeniería General                                              | Serguéi Afanásiev               | PCUS    |
| Metalurgia No Ferrosa                                           | Piótr Lomako                    | PCUS    |
| Industria Electrónica                                           | Aleksándr Shokin                | PCUS    |
| Industria Armamentística                                        | Serguéi Sverov                  | PCUS    |
| Vivienda y Arquitectura                                         | Mijaíl Pozojin                  | PCUS    |
| Comisión de Control Estatal (1964-1965)                         | Aleksándr Shelepin              | PCUS    |
| Comisión de Control Popular (1965-1966)                         | Pável Kovanov                   | PCUS    |
| Comité Estatal de Planificación                                 | Piótr Lomako (1964-1965)        | PCUS    |
| Comité Estatal de Planificación                                 | Nikolái Baibakov (1965-1966)    | PCUS    |
| Comité de Seguridad del Estado                                  | Vladímir Semichastni            | PCUS    |